# Dasarahalli, Hosadurga
Dasarahalli là một làng thuộc tehsil Hosadurga, huyện Chitradurga, bang Karnataka, Ấn Độ.